# 国鉄タキ8750形貨車
国鉄タキ8750形貨車（こくてつタキ8750たかしゃ）は、かつて日本国有鉄道（国鉄）及び1987年（昭和62年）4月の国鉄分割民営化後は日本貨物鉄道（JR貨物）に在籍したタンク車である。
本形式と同一の専用種別であるタ3700形、タキ11750形についても本項目で解説する。

## タキ8750形
タキ8750形は、クラフトパルプ廃液専用の25t 積タンク車として1967年（昭和42年）7月31日に1両（コタキ8750）のみが新潟鐵工所にて製作された。
記号番号表記は特殊標記符号「コ」（全長 12 m 以下）を前置し「コタキ」と標記する。
本形式の他にクラフトパルプ廃液を専用種別とする形式にはタ3700形（後記）、タキ11750形（後記）の2形式が存在した。
所有者は、藤本産業でありその常備駅は紀勢本線の鵜殿駅であった。
タンク体は普通鋼（一般構造用圧延鋼材）製で荷役方式はS字管を使用してタンク上部にある液入れ管からの上入れ、吐出管からの下出し式である。
車体色は黒色、寸法関係は全長は10,050mm、全幅は2,450mm、全高は3,828mm、台車中心間距離は5,950mm、実容積は24.5m3、自重は15.4t、換算両数は積車4.0、空車1.6であり、台車はベッテンドルフ式のTR41Cであったがその後改造されTR41Dとなった。
1987年（昭和62年）4月の国鉄分割民営化時に車籍がJR貨物に継承され、1995年（平成7年）度末時点では健在であったが、1997年（平成9年）4月に廃車となり同時に形式消滅した。

## タキ11750形
タキ11750形は、クラフトパルプ廃液の35t 積タンク車として1968年（昭和43年）7月3日に1両（タキ11750）が新潟鐵工所にて製作された。
記号番号表記は特殊標記符号「コ」（全長 12 m 以下）を前置し「コタキ」と標記する。
落成時の所有者は、藤本産業でありその常備駅は紀勢本線の鵜殿駅であった。1980年（昭和55年）3月3日に播磨化成工業へ名義変更され
常備駅は岳南鉄道（現・岳南電車）岳南線の須津駅へ変更になった。
タンク体は普通鋼（一般構造用圧延鋼材）製で荷役方式はS字管を使用してタンク上部にある液入れ管からの上入れ、吐出管からの下出し式である。
車体色は黒、寸法関係は全長は11,600mm、全幅は2,450mm、全高は3,820mm、台車中心間距離は7,500mm、実容積は34.3m3、自重は16.9t、換算両数は積車5.0、空車1.6であり、台車はベッテンドルフ式のTR41Cであった。
1987年（昭和62年）4月の国鉄分割民営化時には車籍がJR貨物に継承されたが、1990年（平成2年）3月に廃車となり同時に形式消滅した。

## タ3700形
タ3700形は、クラフトパルプ廃液の11t 積タンク車として1959年（昭和34年）1月22日に1両（タ3700）が汽車製造にてタム900形（タム978）より改造され、同年7月29日に1両（タ3701）がタム200形（タム240）より改造された。種車は両形式とも15t 積みであるが、クラフトパルプ廃液の比重が種車のものより軽くタンク容積に変更はなかったため11t 積みになった。
所有者は荒川林産化学工業であり、落成時の常備駅はタ3700が東北本線の磐城西郷駅（現新白河駅）、タ3701が紀勢本線の紀伊佐野駅であった。その後両車とも各地を移動した。
1968年（昭和43年）10月1日ダイヤ改正対応のため、走り装置は一段リンク式を二段リンク式に改造した。
タンク体は普通鋼（一般構造用圧延鋼材）製で保温材を巻き、薄鋼板製のキセ（外板）が設置された。
車体色は黒、寸法関係は全長は7,900mm、全幅は2,300mm、全高は3,445mm、軸距は3,600mm又は3,900mm、実容積は11.5m3、自重は11.0t 又は11.5t、換算両数は積車2.2、空車1.2であった。
1972年（昭和47年）12月14日にタ3700が廃車となり、1973年（昭和48年）9月22日にタ3701が廃車となったことで同時に形式消滅した。